# Стави Херсонської області
Стави Херсонської області — стави, які розташовані на території Херсонської області (в адміністративних районах і басейнах річок).
На території Херсонської області налічується 1154 ставки, загальною площею 12317 га, об'ємом 152,4 млн м³.

## Загальна характеристика
Територія Херсонської області становить 28,5 тис.  км² (4,7 % території України).
Вона  розташована в межах басейнів Дніпра (40 % території області), річок Причорномор'я (31 %) та Приазов'я (29 %).
На рівнинних територіях півдня та сходу області розташовано значні за площею безстічно-подові ділянки, поверхневий стік з яких у гідрографічну мережу відсутній.
Найбільший за площею безстічний район  розташовано між Дніпром та Сивашем.
Тут виділяються поди (западини) – Зелений, Чорна долина, Барнашевський, Чапельський (останній має довжину 5км, ширину 3 км і глибину 6-7 м). Весною поди наповнюються водою, а влітку можуть висихати.
Гідрографічна мережа Херсонської області включає одну велику річку Дніпро (довжина в межах області 110 км) з Каховським водосховищем (з площею в межах області 68,9 тис. га), середню річку - притоку Дніпра – Інгулець.
Цільове призначення ставків області – риборозведення, зрошення, комплексне використання.
Найбільше ставків знаходиться на території Білозерського (175 шт.), Генічеського  (150 шт.) та Голопристаньського (137 шт.) районів.
Більшість ставків області – це водойми, які наповнюються виключно поверхневими водами – талими і дощовими. В період весняної повені їх розміри збільшуються. До кінця літньої межені через значну втрату води на випаровування малі водойми дуже зменшуються, деякі пересихають.
В ставках Херсонської області спостерігаються значні сезонні зміни хімічного складу води. Мінералізація води різко зростає від весни до осені.
В ставках атмосферного живлення мінералізація води весною становить 150-300 мг/дм³, влітку вона зростає до 700-800 мг/дм³.
В ставках з живленням ґрунтовими водами мінералізація води весною становить 500-600 мг/дм³, а влітку і в маловодні роки зростає до 1000-1500 мг/дм³.

## Наявність ставків у межах адміністративно-територіальних районів та міст обласного підпорядкування Херсонської області[1]
| Район, місто           | Кількість ставків, шт. | Площа ставків, га | Об'єм ставків, млн м³ | В оренді, шт. | В оренді, га |
| ---------------------- | ---------------------- | ----------------- | --------------------- | ------------- | ------------ |
| Бериславський          | 52                     | 520               | 13,2                  | 2             | 143          |
| Білозерський           | 175                    | 1151              | 2,3                   | 5             | 199          |
| Великолепетиський      | 25                     | 44                | 1,2                   | -*            | -            |
| Великоолександрівський | 46                     | 426               | 11,8                  | -             | -            |
| Верхньорогачицький     | 11                     | 27                | 0,6                   | -             | -            |
| Високопільський        | 26                     | 118               | 3,3                   | -             | -            |
| Генічеський            | 150                    | 586               | 5,8                   | 16            | 189          |
| Голопристанський       | 137                    | 2016              | 32,7                  | -             | -            |
| Горностаївський        | 34                     | 62                | 1,4                   | -             | -            |
| Іванівський            | 79                     | 262               | 0,4                   | -             | -            |
| Каланчацький           | 34                     | 528               | 4,2                   | -             | -            |
| Каховський             | 36                     | 475               | 5,9                   | -             | -            |
| Нижньосірогозький      | 69                     | 218               | 1,2                   | -             | -            |
| Нововоронцовський      | 19                     | 102               | 2,8                   | 1             | 31           |
| Новотроїцький          | 81                     | 2889              | 19,2                  | 1             | 75           |
| Скадовський            | 28                     | 524               | 2,0                   | 1             | 3            |
| Цюрупинський           | 46                     | 792               | 1,1                   | 1             | 2            |
| Чаплинський            | 62                     | 376               | 5,1                   | -             | -            |
| м. Херсон              | 21                     | 48                | 0,1                   | -             | -            |
| м. Нова Каховка        | 23                     | 1153              | 38,2                  | -             | -            |
| Разом                  | 1154                   | 12317             | 152,4                 | 27            | 642          |

Примітки:  -* - немає ставків, переданих в оренду.
Лише 2% ставків Херсонської області використовуються на умовах оренди.

## Наявність ставків у межах основнихрайонів річкових басейнівна території Херсонської області[1]
| Район річкового басейну | Кількість ставків, шт. | Площа ставків, га | Об'єм ставків, млн м³ | В оренді, шт. | В оренді, га |
| ----------------------- | ---------------------- | ----------------- | --------------------- | ------------- | ------------ |
| Дніпра, у тому числі    | 942                    | 10681             | 140,4                 | 10            | 536          |
| р. Інгулець             | 94                     | 546,7             | 8,8                   | 5             | 199          |
| Річки Причорномор’я     | 62                     | 1052              | 6,3                   | 1             | 3            |
| Річки Приазов’я         | 150                    | 584               | 5,7                   | 16            | 103          |
| Разом                   | 1154                   | 12317             | 152,4                 | 27            | 642          |

Більшість ставків Херсонської області знаходяться в басейні Дніпра (82 %). В басенах річок Приазов'я - 13%, Причорномор'я - 5 % ставків.